# Anna Maria Rizzoli
Pour les articles homonymes, voir Rizzoli.
Anna Maria Rizzoli ou Annamaria Rizzoli, née le 26 août 1953 à Rome, est une actrice, animatrice de télévision, chanteuse et mannequin italienne. Active dans les années 1970 et 1980, elle est connue pour ses rôles dans les comédies et comédies érotiques italiennes de l'époque, comme Pardon, vous êtes normal ? (Scusi, lei è normale?) d'Umberto Lenzi, La baigneuse fait des vagues (L'insegnante al mare con tutta la classe) de Michele Massimo Tarantini ou La lycéenne fait de l’œil au proviseur (La ripetente fa l'occhietto al preside) de Mariano Laurenti.

## Biographie
Elle naît à Rome en 1953. Mannequin et modèle photo dans les années 1970, elle participe notamment à l'émission musicale et érotique italienne Playboy di mezzanotte et tourne une publicité pour la marque de bitter Fernet Stock (en) en jouant le rôle de la mère Noël. Elle débute au cinéma en 1974 avec un rôle non crédité dans le drame Péchés en famille (Peccati in famiglia) de Bruno Gaburro. Après un rôle secondaire pour Steno dans la comédie Le Patron et l'Ouvrier (Il padrone e l'operaio) en 1975, elle donne en 1977 la réplique à et pour Walter Chiari dans le segment Prete per forza de la comédie Ride bene... chi ride ultimo et partage l'affiche du drame policier Coup de gueule (Milano... difendersi o morire) de Gianni Martucci avec George Hilton et Marc Porel.
En 1979, elle est à l'affiche de la comédie érotique italienne Pardon, vous êtes normal ? (Scusi, lei è normale?) d'Umberto Lenzi et du giallo érotique Play Motel de Mario Gariazzo. Elle prend également part à la comédie Aldo fait ses classes (Riavanti... Marsch!) de Luciano Salce. Profitant de sa nouvelle notoriété, elle présente avec Mike Bongiorno la vingt-neuvième édition du festival de Sanremo.
En 1980, elle tourne dans six comédies. Elle joue notamment aux côtés de Lino Banfi et Alvaro Vitali dans les comédies érotiques La baigneuse fait des vagues (L'insegnante al mare con tutta la classe) de Michele Massimo Tarantini et La lycéenne fait de l’œil au proviseur (La ripetente fa l'occhietto al preside) de Mariano Laurenti, donne la réplique à Carlo Giuffré dans la comédie La cameriera seduce i villeggianti d'Aldo Grimaldi, côtoie les acteurs et comiques Enzo Cannavale, Gianfranco D'Angelo, Bombolo et Jimmy il Fenomeno sur le tournage de La settimana bianca de Mariano Laurenti et apparaît aux côtés de Paolo Villaggio et Catherine Spaak dans la comédie romaine Rag. Arturo De Fanti, bancario precario de Luciano Salce.
En 1981 et 1982, elle forme avec Cannavale et Bombolo un trio d'acteurs visibles dans quatre nouvelles comédies réalisés par Laurenti. Elle tourne également dans le film Uno contro l'altro, praticamente amici de Bruno Corbucci aux côtés de Renato Pozzetto, Tomás Milián et Caterina Boratto et dans la parodie satirique Attenti a quei P2 de Pier Francesco Pingitore qui caricature la loge maçonnique Propaganda Due.
En 1983, pour l'un de ses derniers rôles, elle tourne en France pour Christian Gion dans la comédie Le Bourreau des cœurs.
En parallèle à sa carrière d'actrice, elle pose à plusieurs reprises pour différents magazines, notamment des magazines de charme comme Playboy, Skorpio (en), Gente (en), Blitz (it), Playmen ou dans les pages érotiques de Ciné Télé Revue. Comme de nombreuses actrices de l'époque, elle a également enregistré une chanson en 1980, sans succès.
Elle arrête sa carrière d'actrice en 1983. Elle travaille comme chanteuse et danseuse dans des revues itinérantes et collabore avec le metteur en scène Giorgio Strehler au théâtre, avant de quitter le monde du spectacle à la fin des années 1980 pour se consacrer à sa vie de famille.

## Filmographie

### Au cinéma
- 1974 : Péchés en famille (Peccati in famiglia) de Bruno Gaburro
- 1976 : Le Patron et l'Ouvrier (Il padrone e l'operaio) de Steno
- 1977 : Ride bene... chi ride ultimo de Walter Chiari
- 1977 : Coup de gueule (Milano... difendersi o morire) de Gianni Martucci
- 1978 : Où es-tu allé en vacances ? (Dove vai in vacanza?) de Mauro Bolognini, Luciano Salce et Alberto Sordi
- 1979 : Play Motel de Mario Gariazzo
- 1979 : Pardon, vous êtes normal ? (Scusi, lei è normale?) d'Umberto Lenzi
- 1979 : Aldo fait ses classes (Riavanti... Marsch!) de Luciano Salce
- 1980 : La baigneuse fait des vagues (L'insegnante al mare con tutta la classe) de Michele Massimo Tarantini
- 1980 : Rag. Arturo De Fanti, bancario precario de Luciano Salce
- 1980 : La settimana bianca de Mariano Laurenti
- 1980 : La lycéenne fait de l’œil au proviseur (La ripetente fa l'occhietto al preside) de Mariano Laurenti
- 1980 : La cameriera seduce i villeggianti d'Aldo Grimaldi
- 1980 : La compagna di viaggio de Ferdinando Baldi
- 1981 : La sai l'ultima sui matti? de Mariano Laurenti
- 1981 : La settimana al mare de Mariano Laurenti
- 1981 : Peccati di giovani mogli d'Angelo Pannacciò
- 1981 : Uno contro l'altro, praticamente amici de Bruno Corbucci
- 1981 : Una vacanza del cactus de Mariano Laurenti
- 1982 : Attenti a quei P2 de Pier Francesco Pingitore
- 1982 : Il sommergibile più pazzo del mondo de Mariano Laurenti
- 1983 : Un'età da sballo d'Angelo Pannacciò
- 1983 : Le Bourreau des cœurs de Christian Gion
- 1999 : Pazzo d'amore de Mariano Laurenti

### A la télévision

#### Séries télévisées
- 1980 : Arabella de Salvatore Nocita
- 1980 : Bambole: scene di un delitto perfetto d'Alberto Negrin
- 1980 : I ragazzi di celluloide de Sergio Sollima

## Discographie

### Single
- 1980 : Dammi/Tu solo tu

## Source
- (it) Roberto Poppi et Enrico Lancia, Le attrici : dal 1930 ai giorni nostri, Rome, Gremesse, 2003, 379 p. (ISBN 978-88-8440-214-1), p. 310.